# 헬베이비
《헬베이비》(영어: Hell Baby)는 2013년 공개된 미국의 코미디 공포 영화이다.

## 줄거리
출산이 임박한 버네사와 잭 부부는 뉴올리언스에 새로 집을 산다. 그 집이 인근에서 "피의 집"으로 불린다는 사실을 모른 채.
곧 귀신 들린 현상이 나타나고 버네사는 때때로 으스스한 목소리로 말하게 된다. 위카를 믿는 여동생 마저리가 마법 의식을 진행하고, 바티칸 시국에서는 유령 사냥꾼(ghost hunter) 신부들을 보낸다.
하지만 전부 실패하여 버네사는 평범한 아기와 뿔이 달린 악마 아기를 동시에 출산하는데...

## 출연
- 롭 코드리 - 잭 왓슨 역
- 레슬리 비브 - 버네사 왓슨 역
- 키건마이클 키 - 프러네이얼(프러넬) 에드먼즈, 이웃 역
- 리키 린드홈 - 마저리 역
- 롭 휴블 - 미키, 경찰 역
- 폴 시어 - 론, 경찰 역
- 로버트 벤 거랜트 - 세바스찬 신부 역
- 토머스 레넌 - 파드리고 신부 역
- 마이클 이언 블랙 - 마셜 의사 역
- 앨릭스 버그 - 누스바움 부인 / 활기찬 남성 역
- 쿠마일 난지아니 - 케이블 직원 역
- 데이브 홈스 - 렌터카 직원 역
- 데이비드 패스쿠에이지 - 빈센테 추기경 역
- 데이비드 웨인 - 마스든 의사 역
- 브리트니 앨저 - 이탈리아인 간호사 역

## 기타 제작진
- 공동 제작: 루시 황
- 협력 제작: 제러미 구조프스키
- 배역: 제니퍼 쿠퍼
- 미술: 네이트 존스
- 세트: 제시카 내브런
- 의상: 쇼나 리오니
- 분장: 레미 새바
- 분장팀: 코트니 레더, 대릴 루커스
- 헤어: 보니 힝클
- 조감독: 제임스 앨런 헨즈
- 음향 편집: 라이언 콜린스
- 음향 감독: 데이비드 에스파자
- 특수 애니메이션: 미첼 S. 벤슨, 리처드 앨런 슬링커 주니어
- 시각 효과: 트래비스 바우먼, 닐 W. 스미스, 토머스 태넌버거
- 스턴트: 제프 갤핀